# Pseudopoda everesta
Pseudopoda everesta là một loài nhện trong họ Sparassidae.
Loài này thuộc chi Pseudopoda. Pseudopoda everesta được Peter Jäger miêu tả năm 2001.